# Laze Biose (album)
Laze Biose è il terzo album degli Uochi Toki, pubblicato dall'etichetta discografica Burp publications/MHM nel 2006.

## Il disco
L'album prende il titolo dal nome originario degli Uochi Toki, usato dal duo dal 1999 al 2002. A detta di Rico, Laze Biose nasce come tentativo di fare un "disco pop".

## Tracce
1. I fonici (aka l'intro)
2. I rapporti
3. Le metafore
4. I mezzi di trasporto
5. L'estetica
6. Le città
7. Il pezzo serio
8. I gesti di cattiveria
9. Il primo semestre
10. Il secondo semestre
11. I batteristi
12. Le armi (aka il pezzo jam)
13. L'outro